# 松本航平
松本 航平（まつもと こうへい、1962年7月15日 - ）は、日本の俳優。アイリンク所属。以前はエレメンツに所属していた。

## 出演

### テレビ

#### NHK
- 川、いつか海へ
- 大河ドラマ
  - 太平記
  - 武蔵 MUSASHI
  - 新選組! - 長州藩士 役
  - 義経

#### 日本テレビ系列
- 私立探偵濱マイク 第4話
- 火曜サスペンス劇場 警部補 佃次郎17

#### テレビ朝日
- 特捜戦隊デカレンジャー 第19話 - 隊員 役
- お天気お姉さん2 第1話
- 特命係長 只野仁シーズン2 第15話

#### テレビ東京系列
- 木曜洋画劇場特別企画　新春ミステリー　開幕ベルは華やかに　殺人予告!

大女優を舞台3幕6場で殺す!?身代金2億の脅迫電話本番中に響く…
女と愛とミステリー
- 文書鑑定人白鳥あやめ 三万分の一の告発!筆跡と書き順から犯人を見抜く〜

鎌倉おっとり夫人対天才サギ師…医療ミスが呼んだ殺人　正義の遺書は本物?
- 松本清張没後10年特別企画・たづたづし 富士見高原の山中に埋めた女が生きていた?

記憶喪失の女は誰か? 貞淑な妻の鬼気迫る愛の復讐…若い愛人を弄び殺したエリート官僚の危険な末路
- 和久峻三サスペンス 轟法律事務所 〜見えない絆〜

老弁護士の息子は殺人逃亡犯? うどんの味に隠された父の愛

### 映画
- シコふんじゃった。
- Indies B BAD
- レイジング★ユーバリ - 借金に追われる男 役
- zero plus2
- 痛快エロ坊主 - 主演
- 豪快エロ坊主 - 主演
- 盲獣の女
- 悪魔のダッチワイフ
- 紫ノ薔薇殺人事件 - 松本刑事 役
- 嬢探偵★モロボシアイ 〜広島より愛を込めて〜
- どめくら - 大井茂 役
- 日曜日にはカレーを第10話七人の痴漢
- 君を忘れない
- たどんとちくわ
- 容疑者室井慎次
- グラウンド

#### Vシネマ
- REDZONE REIKO

##### DVD
- 将軍暴れ旅 - 素浪人 役